# Fortune Brands
Fortune Brands era una azienda statunitense fondata nel 1969 (sotto il nome di American Brands) e rinominata nel 1997. La sua sede sociale è a Deerfield (Illinois). Era quotata sul New York Stock Exchange (NYSE Euronext: FO).
Fortuna Brands è la società ereditaria della American Tobacco Company, fondata nel 1890, e rinominata nel 1969 in American Brands.
Inizialmente attiva in vari settori merceologici, tra cui i più rilevanti erano quello degli alcolici e quelli collegati allo sport del golf, nel 2011 ha provveduto a una riconversione, cedendo il primo settore a Beam Suntory e il secondo al gruppo Fila.
Rinominata Fortune Brands Home & Security sempre nel 2011, detiene numerosi marchi nel settore dell'arredamento, dell'hardware e degli isolamenti, di cui Moen, Therma-Thru, Simonton, Master serratura, Waterloo e MasterBrand Cabinets. È quotata alla Borsa di New York con il codice FBHS